# Angela DiMarco
Pour les articles homonymes, voir Angela et DiMarco.
Angela DiMarco est une actrice, productrice et scénariste américaine.

## Filmographie

### Comme actrice
- 1990 : Waiting for the Light : Meg
- 2004 : Uniforms
- 2006 : Hollywood Kills : Sarah Dell
- 2008 : What the Funny : Nicole
- 2011 : Ghost Sniffers, Inc (série télévisée) : Green Dawg
- 2012 : Switchmas : Rosie Finkelstein
- 2012 : Watch (court métrage) : Kelly Graham
- 2013 : Locally Grown (téléfilm) : Sheila Rhodes
- 2013 : Ship Shifters (court métrage) : Clutch
- 2013 : The Package (court métrage) : Xena
- 2013 : Trauma (court métrage) : Mallory
- 2013 : Airship Daedalus Radio Adventures (mini-série) : Dorothy 'Doc' Starr (voix)
- 2014 : The Strong Man (court métrage) : Valerie
- 2014 : Together Forever (court métrage) : Robin
- 2014 : Karma Gettin' (court métrage) : Orphea
- 2014 : Ghost Noir : Anna Delatore
- 2014 : The Device : Abby
- 2014 : Esper (court métrage) : Valerie Kiossovski
- 2014 : Chop Socky Boom (série télévisée) : Carmen
- 2014 : The Perfect Pieces (court métrage) : Portia
- 2014 : By God's Grace : Karen Taylor
- 2014 : Grimm (série télévisée) : Lanie
- 2015 : Legends from the Sky : Lydia
- 2015 : Refraction (court métrage) : Amber
- 2015 : Crave (série télévisée) : Karen
- 2015 : Miles (court métrage) : Maggie Keyes
- 2015 : Unsilent Night (court métrage) : Jane Doe
- 2015 : From the Debris (court métrage) : Earth Silver
- 2015 : Closing Time (court métrage) : Lynette
- 2015 : Z Nation (série télévisée) : Lawyer
- 2015 : The Laurels (mini-série) : Maria Castellano
- 2016 : Facade : Vivian Lattuco
- 2016 : Princess (court métrage) : la mère
- 2016 : The Captain's Fairy (court métrage) : Eleanor
- 2016 : Paralytic : Clarissa
- 2016 : Brides to Be : Robin
- 2016 : Beta Test : Lillian Brandt
- 2016 : Worst Laid Plans : Betty
- 2016 : The Rectory : Stella
- 2016 : The Cost of Things (court métrage) : Katherine
- 2016 : Second Nature : Carol
- 2016 : Dead West : la femme abusée

### Comme productrice
- 2012 : Enmity Gauge (court métrage)
- 2013 : The Three Stars (court métrage)
- 2013 : Ship Shifters (court métrage)
- 2013 : Trauma (court métrage)
- 2014 : Karma Gettin' (court métrage)
- 2014 : Esper (court métrage)
- 2014 : Class Dismissed (court métrage)
- 2015 : Miles (court métrage)
- 2015 : Unsilent Night (court métrage)
- 2015 : From the Debris (court métrage)
- 2016 : Paralytic
- 2016 : The Cost of Things (court métrage)

### Comme scénariste
- 2013 : Trauma (court métrage)